# Calvados (bebida)
Calvados é a designação de uma bebida alcoólica destilada, originária da Baixa-Normandia, França, feita à base de maçã, da qual é extraída a sidra que depois é fermentada e destilada. O Calvados é uma bebida AOC (Appellation d'Origine Contrôlée, Denominação de Origem Controlada) como o champagne, o cognac, o armagnac, etc., isto é: só pode receber o nome Calvados a bebida feita em acordo com a legislação francesa e produzida naquela região específica.